# Markham Thunder
Die Markham Thunder waren ein kanadisches Fraueneishockeyteam aus Markham, Ontario, das zwischen 2007 und 2019 an der Canadian Women’s Hockey League teilnahm und ursprünglich in Brampton gegründet wurde. Die Thunder gehen auf die in den 1960er Jahren gegründeten Brampton Canadettes zurück, einem Mädchen- und Frauenteam, das seit der Gründung jährlich eines der größten Fraueneishockeyturniere der Welt veranstaltet. 1998 wurden die Brampton Thunder als Franchise der Central Ontario Women’s Hockey League gegründet. Die Thunder entwickelten sich im Laufe der Jahre zu einem der erfolgreichsten Frauenclubs in Kanada. Nach der Auflösung der NWHL im Jahr 2007 gehörten die Thunder zu den Gründungsmitgliedern der Canadian Women’s Hockey League. 2017 zog der Club innerhalb der Greater Toronto Area von Brampton nach Markham um. 2019 wurde der Spielbetrieb der CWHL eingestellt und die Thunder aufgelöst.
In ihrer Geschichte gewannen die Thunder jeweils einmal NWHL-Meisterschaft und die kanadische Amateurmeisterschaft (Esso Women’s Nationals) sowie zweimal die CWHL-Meisterschaft.

## Geschichte
Die Brampton Canadettes wurden in den 1963 Jahren als Amateurteam für Frauen und Mädchen jeden Alters gegründet und nahmen 1964 den Spielbetrieb in der Central Ontario Women’s Hockey League auf. 1967 führten die Canadettes das erste Dominion Ladies Hockey Tournament durch, an dem 22 Mannschaften teilnahmen. Die älteste Teilnehmerin damals war 65 Jahre alt. 1986, 19 Jahre später, war das Turnier auf 160 teilnehmende Mannschaften gewachsen, einschließlich Teams aus den Niederlanden, West-Deutschland, Finnland und Dänemark, und war damit das größte Fraueneishockey-Turnier der Welt.
Bei den Olympischen Winterspielen 1998 war Fraueneishockey das erste Mal Teil des olympischen Programms und Cassie Campbell, die aus Brampton stammt, gewann die Goldmedaille. Dieser Erfolg veranlasste die damalige Bürgermeisterin von Brampton, Sue Fennell, ein neues Team für die inzwischen auf dem Senior-AAA-eingestufte Central Ontario Women’s Hockey League zu gründen. Das jährliche Budget lag damals bei 250.000 US-Dollar. Danach wurde die COWHL unter Führung von Fennell in die National Women’s Hockey League umgewandelt und erst in die Provinz Québec, später bis an die kanadische Westküste erweitert. Fennell wurde später auch Präsidentin der NWHL.
In ihrer ersten Saison gewannen die Thunder, nachdem sie den zweiten Platz der Western Division Play-offs belegt hatten, die Central Canadian Championship. In der Saison 2004/05 belegten die Thunder sowohl den ersten Platz in der regulären Saison, als auch in den Play-offs und gewannen damit den NWHL Champions Cup. Ein Jahr später erreichten die Thunder den nationalen (Amateur-)Meistertitel bei den Esso Women’s Nationals. Nach der Saison 2006/07 stellte die NWHL den Spielbetrieb ein und wurde durch die neu gegründete Canadian Women’s Hockey League ersetzt. In dieser spielte das Team zeitweise auch als Brampton Canadettes-Thunder, um an ihre Ursprünge zu erinnern. 2008 erreichten die Thunder das Play-off-Finale und gewannen als Sieger des Finales die CWHL-Meisterschaft. Nach der Saison 2016/17 zog der Club nach Markham um und gewann 2018 den Clarkson Cup und damit eine weitere CWHL-Meisterschaft.
Am 31. März 2019 gab die Liga die Einstellung ihres Betriebs, inklusive aller durch die Liga betriebenen Teams, bekannt.

## Erfolge
NWHL
- Central Division: 2005
- Championship: 2005

CWHL
- Central Division: 2008
- Championship: 2008, 2018
- Clarkson Cup: 2018

Esso Women’s Nationals
- Kanadischer Amateurmeister: 2006

## Saisonstatistik
| Saison  | Sp | S  | N  | U/OTN | T   | GT | Punkte | Platzierung | Play-offs                    |
| ------- | -- | -- | -- | ----- | --- | -- | ------ | ----------- | ---------------------------- |
| 1998/99 | 40 | 30 | 7  | 3     | 203 | 76 | 63     | Platz 2     | Central Ontario Championship |
| 1999/00 | 40 | 29 | 5  | 6     | 208 | 64 | 64     | Platz 2     | Western-Division-Finale      |
| 2000/01 | 40 | 30 | 7  | 3     | 223 | 82 | 63     | Platz 2     | 1. Runde                     |
| 2001/02 | 30 | 8  | 14 | 8     | 223 | 82 | 63     | Platz 3     | 1. Runde                     |
| 2002/03 | 36 | 27 | 9  | 0     | 152 | 71 | 54     | Platz 2     | 1. Runde                     |
| 2003/04 | 36 | 28 | 6  | 2     | 190 | 72 | 58     | Platz 2     | 1. Runde                     |
| 2004/05 | 36 | 30 | 4  | 2     | 165 | 70 | 63     | Platz 1     | 1. Runde                     |
| 2005/06 | 36 | 19 | 12 | 5     | 113 | 97 | 43     | Platz 3     | Vizemeister                  |
| 2006/07 | 16 | 8  | 8  | 0     | 71  | 66 | 16     | Platz 1     | NWHL-Meister                 |
| 2007/08 | 30 | 22 | 7  | 1     | 111 | 59 | 45     | Platz 1     | CWHL-Meister                 |
| 2008/09 | 26 | 19 | 6  | 1     | 136 | 65 | 39     | Platz 2     | 1. Runde                     |
| 2009/10 | 29 | 9  | 19 | 1     | 80  | 82 | 27     | Platz 4     | 2. Runde                     |
| 2010/11 | 26 | 19 | 6  | 1     | 111 | 69 | 39     | Platz 2     | 1. Runde                     |
| 2011/12 | 27 | 18 | 7  | 2     | 102 | 80 | 40     | Platz 3     | Vizemeister                  |
| 2012/13 | 24 | 10 | 12 | 2     | 71  | 83 | 22     | Platz 3     |                              |
| 2013/14 | 24 | 5  | 16 | 3     | 43  | 99 | 13     | Platz 5     |                              |
| 2014/15 | 24 | 6  | 16 | 2     | 46  | 98 | 14     | Platz 5     |                              |
| 2015/16 | 24 | 19 | 7  | 1     | 91  | 67 | 33     | Platz 3     | Halbfinale                   |
| 2016/17 | 24 | 13 | 10 | 1     | 76  | 63 | 26     | Platz 3     |                              |
| 2017/18 | 28 | 14 | 7  | 7     | 80  | 68 | 35     | Platz 4     | Clarkson Cup                 |
| 2018/19 | 28 | 13 | 11 | 4     | 85  | 80 | 30     | Platz 3     | Halbfinale                   |

Legende zur Saisonstatistik: GP oder Sp = Spiele insgesamt; W oder S = Siege; L oder N = Niederlagen; T oder U = Unentschieden; OTS = Siege nach Verlängerung (Overtime);  OTN oder OL = Overtime-Niederlagen; SOS = Shootout-Siege; SOL oder SON = Shootout-Niederlagen; P oder Pkt = Punkte; Pct % = Siege in %; GF oder T = Tore; GA oder GT = Gegentore

## Bekannte ehemalige Spielerinnen

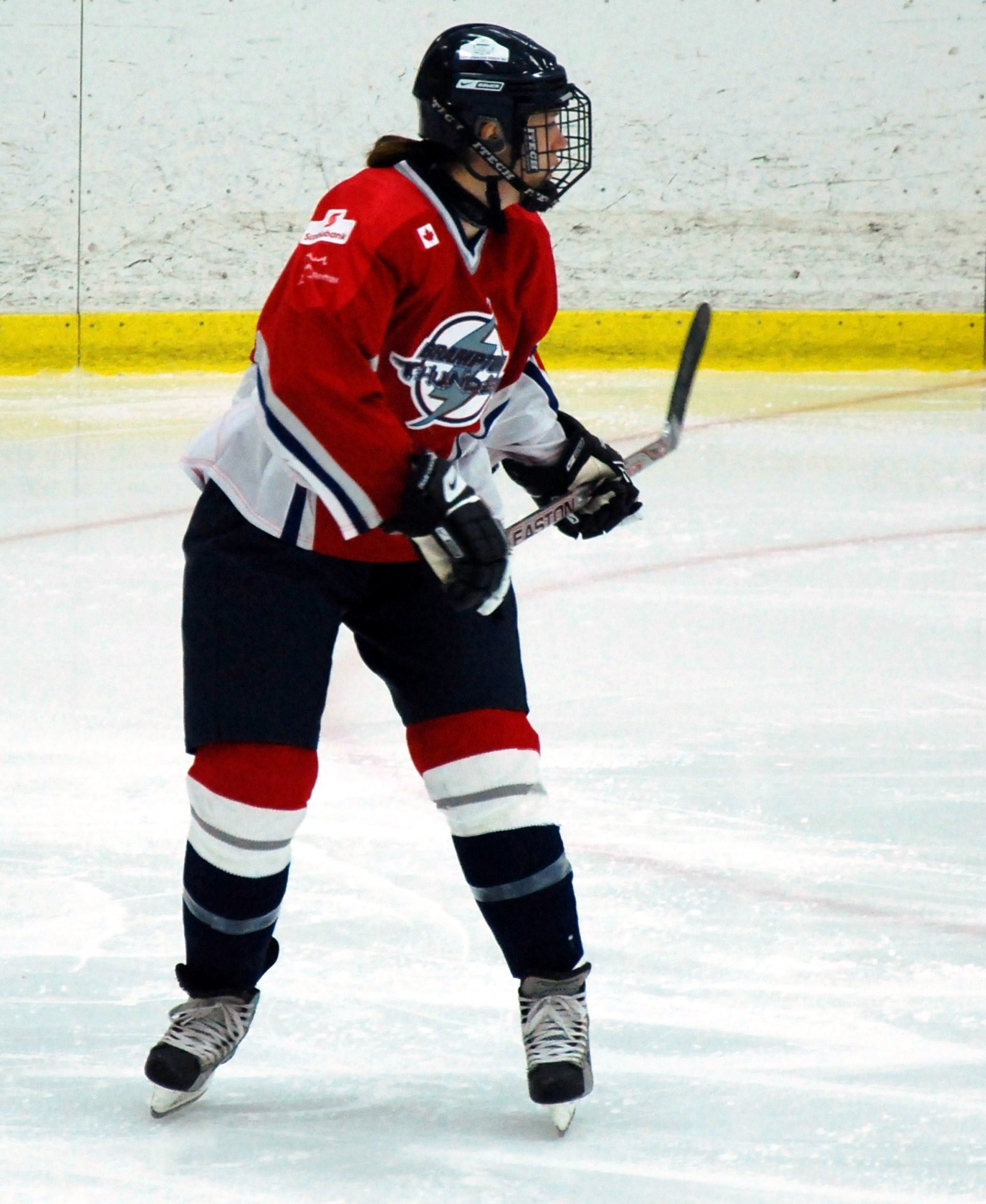
Gillian Apps
- Delaney Collins
- Lori Dupuis
- Molly Engstrom
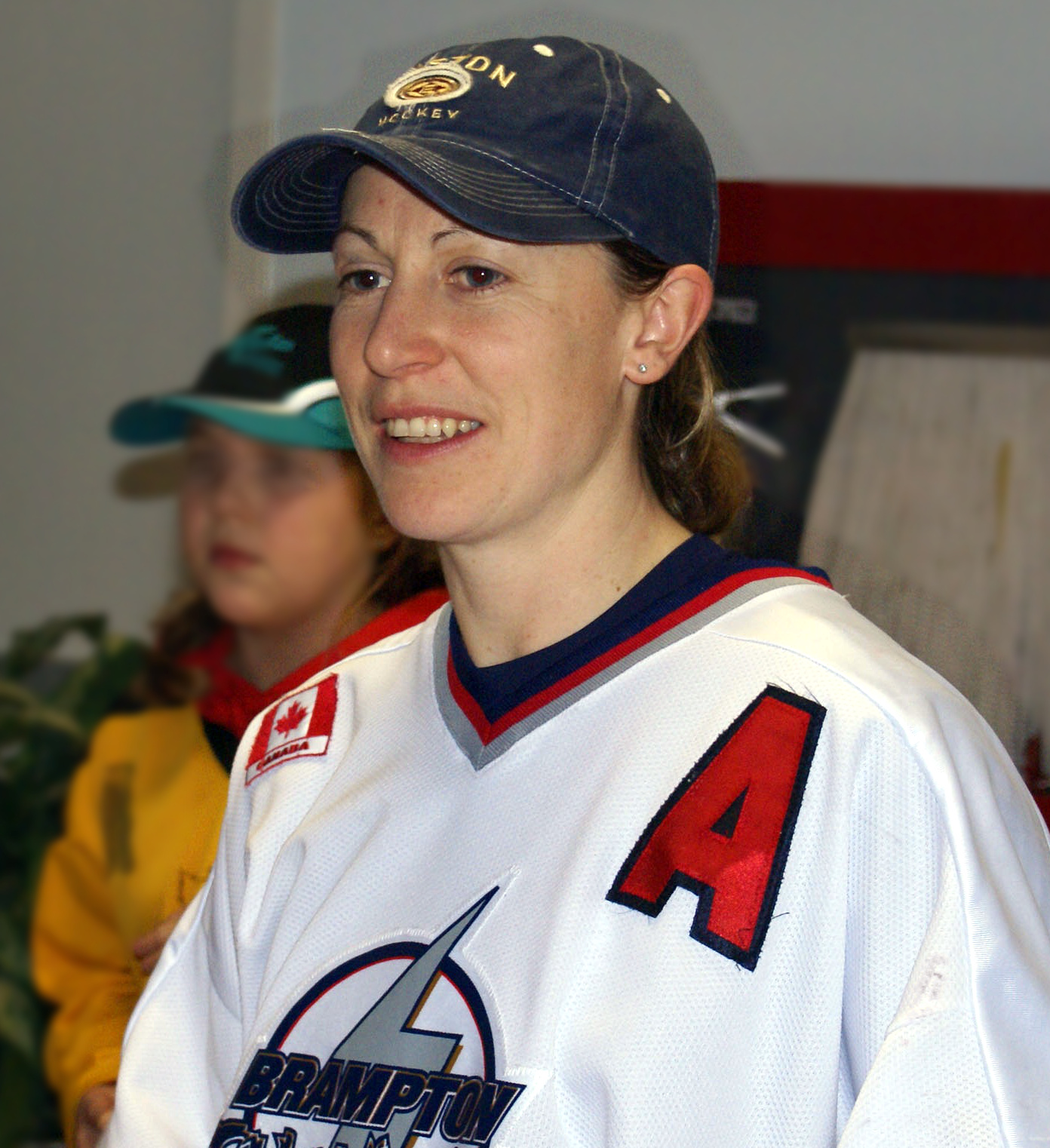
Jayna Hefford
- Kathleen Kauth
- Cherie Piper
- Florence Schelling
- Laura Stacey
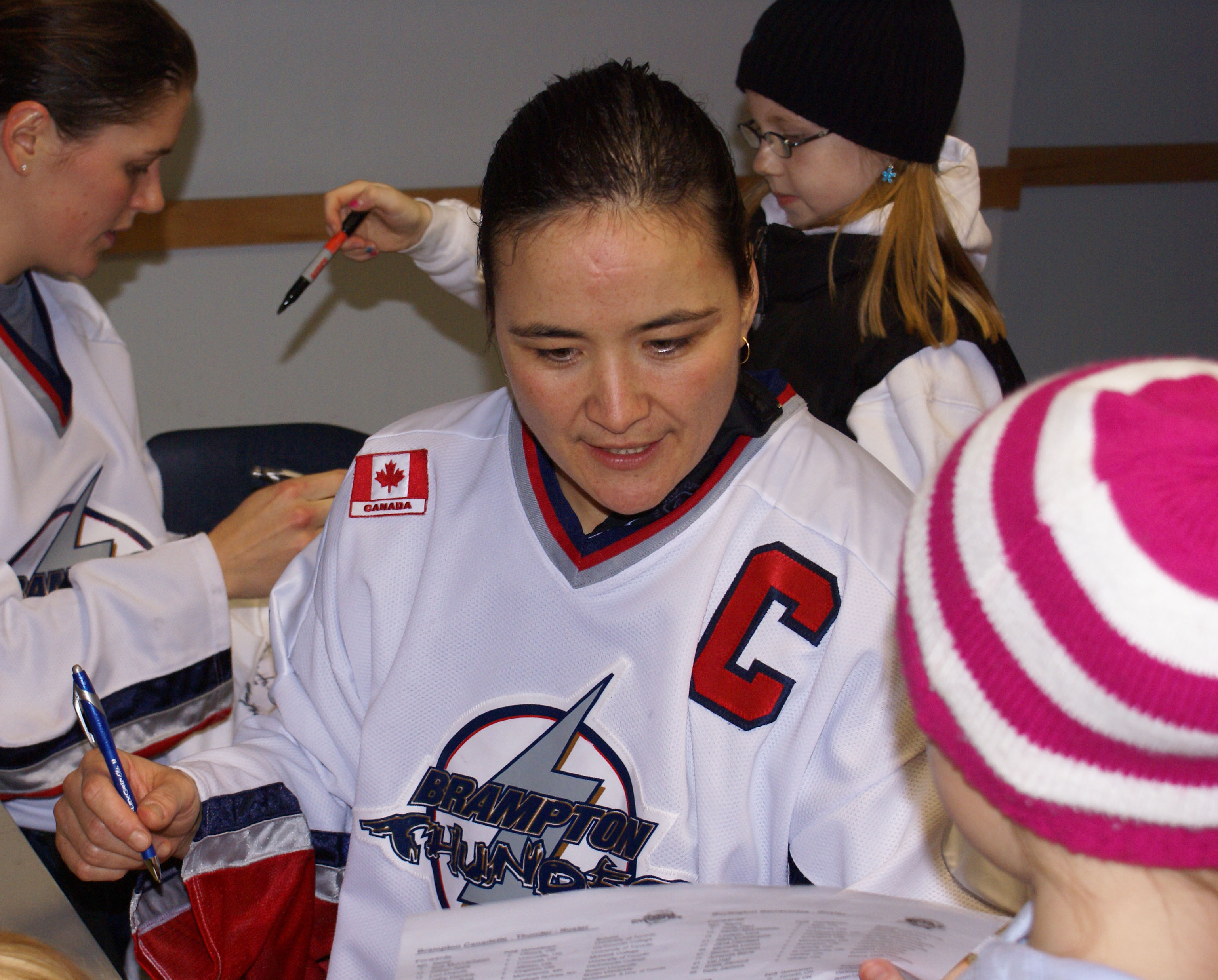
Vicky Sunohara
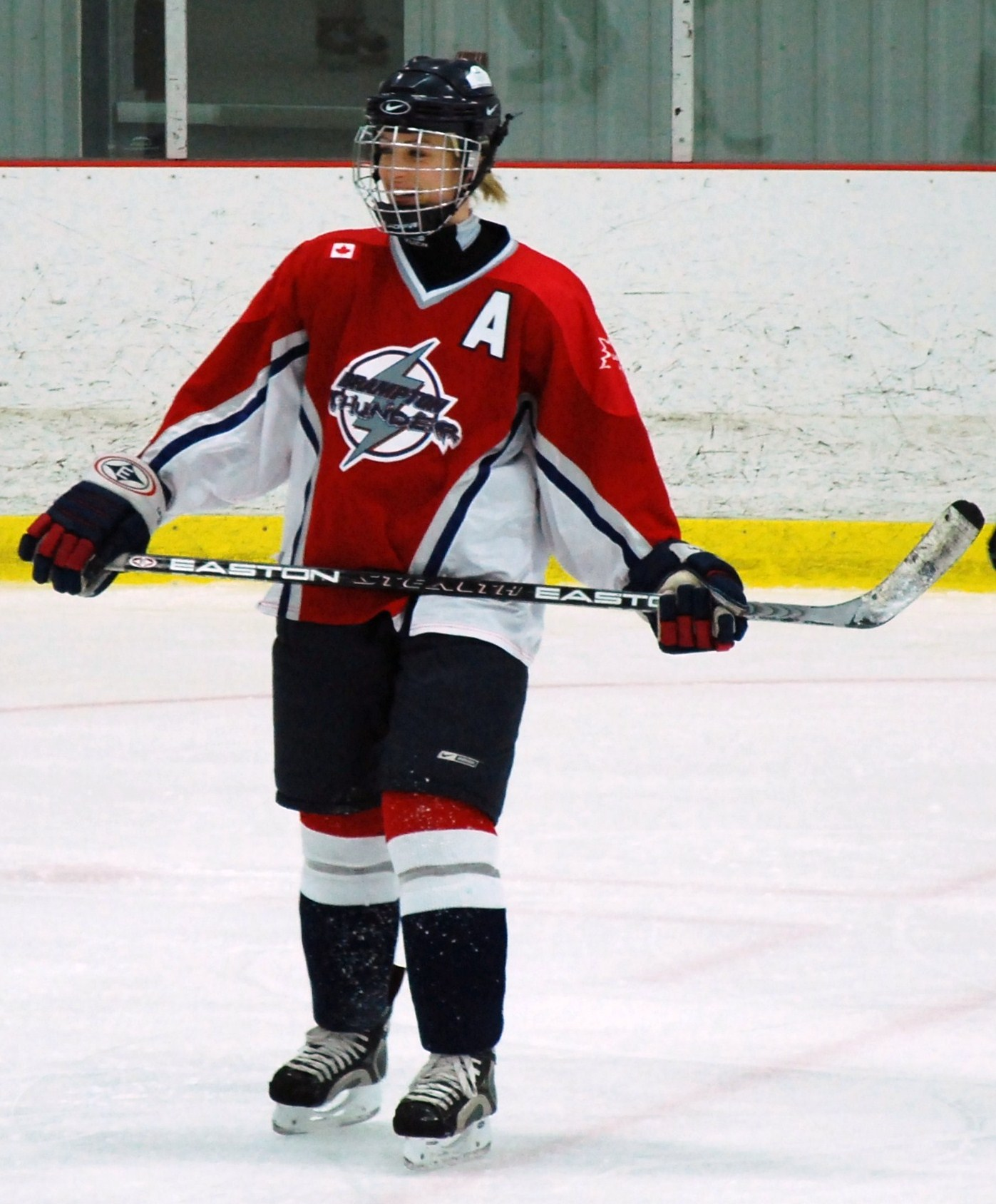
Kathleen Kauth
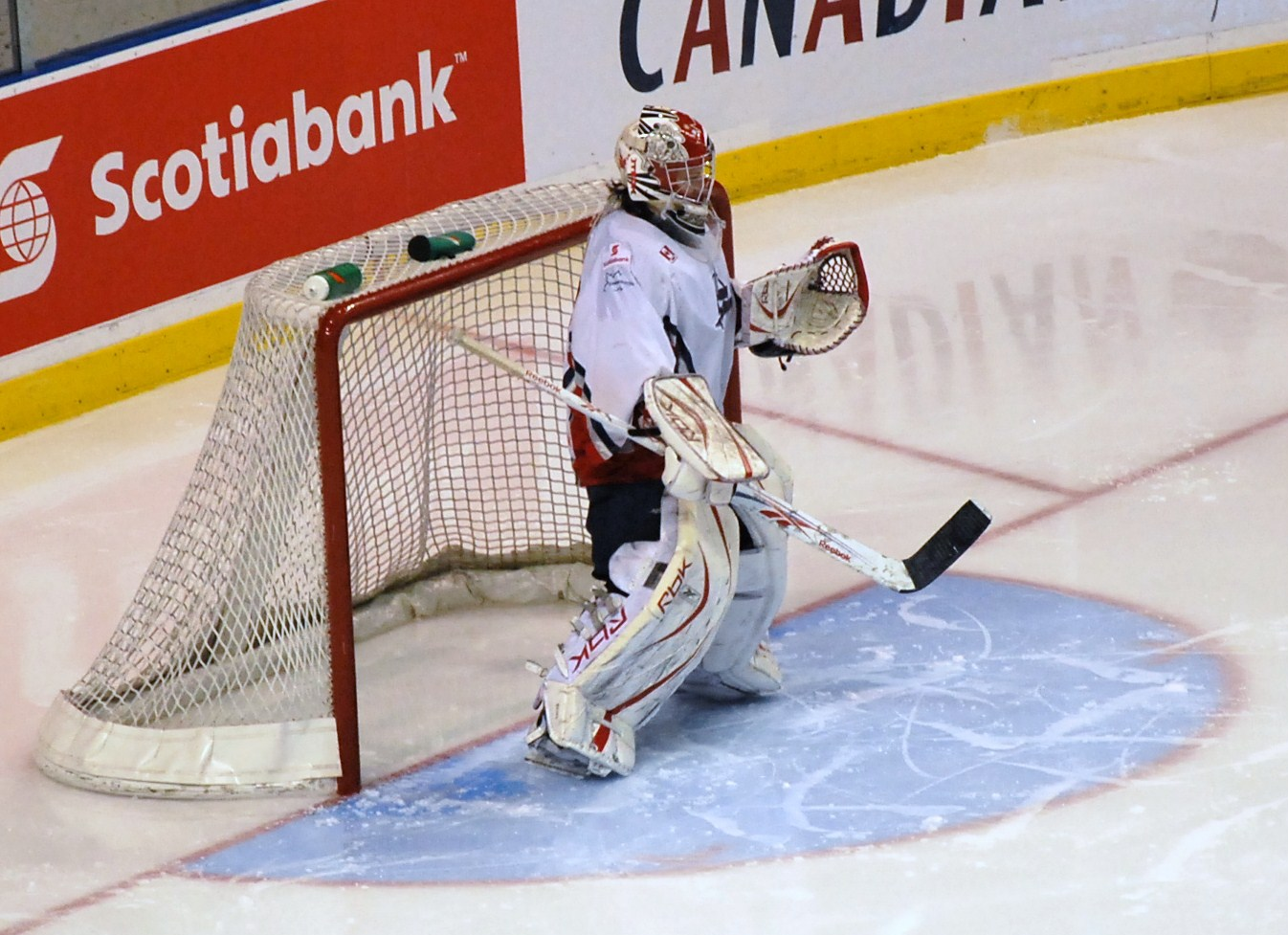
Laura Hosier
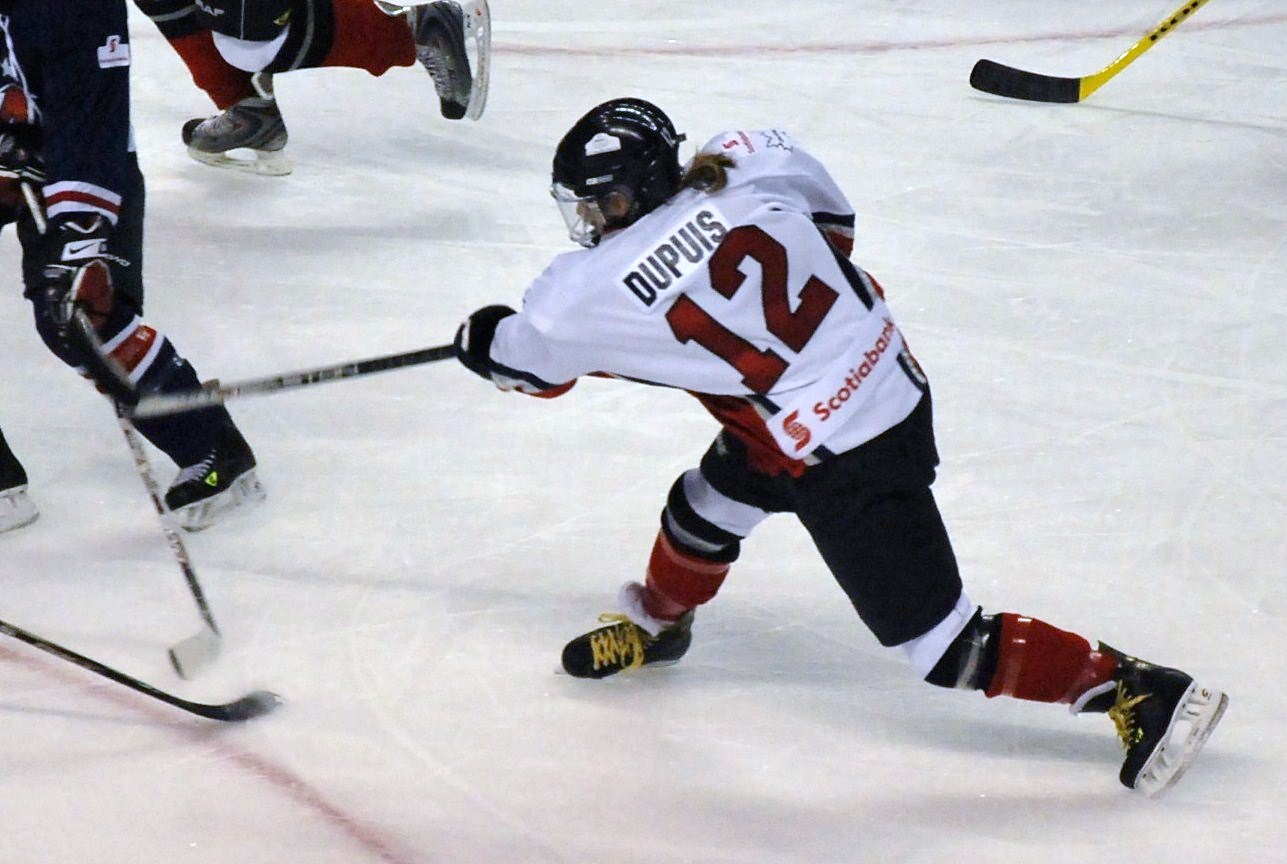
Lori Dupuis

- Gillian Apps
- Jayna Hefford
- Vicky Sunohara
- Kathleen Kauth
- Laura Hosier
- Lori Dupuis